# EADS 3 Sigma Nearchos
O EADS 3 Sigma Nearchos, é um veículo aéreo não tripulado média avançado de reconhecimento fabricado na Grécia desde 1996, sendo um de vários modelos produzidos pela empresa em conjunto com as universidade do país.
O Nearchos possuí um sistema eletrônico avançado e é capas de realizar várias funções tanto de pesquisas como em uso militar.

## Usos
Militar
- Vigilância de campo de batalha
- Reconhecimento aéreo
- Aquisição de alvo
- Avaliação de danos
- ECM/ESM
- Retransmissão de dados de comunicação

Civil
- Aplicações geológicas e marítimas
- Vigilância de tráfego aéreo
- Localização de áreas poluídas e áreas de desastres naturais
- Patrulha de frenteiras e florestas
- Detecção de incêndios florestais